# Новоданиловская набережная
Новодани́ловская на́бережная (часть её ранее — Слову́щинская на́бережная) — набережная реки Москвы в Донском районе Южного административного округа города Москвы. Лежит между Даниловской набережной и Нагатинской набережной. Нумерация домов ведётся от Даниловской набережной.

## Происхождение названия
Получила название в начале XX века по Свято-Данилову монастырю, возле которого проходит по берегу Москвы-реки. Ранее часть набережной называлась Словущенской — по церкви Воскресения Словущего.

## История
В районе пересечения с Новоданиловским проездом располагался деревянный Староданиловский мост, построенный в 1915—1916 по проекту Н. Я. Калмыкова и функционировавший до 1961 года, когда в 300 м выше по течению был построен Автозаводский мост.

## Примечательные здания и сооружения

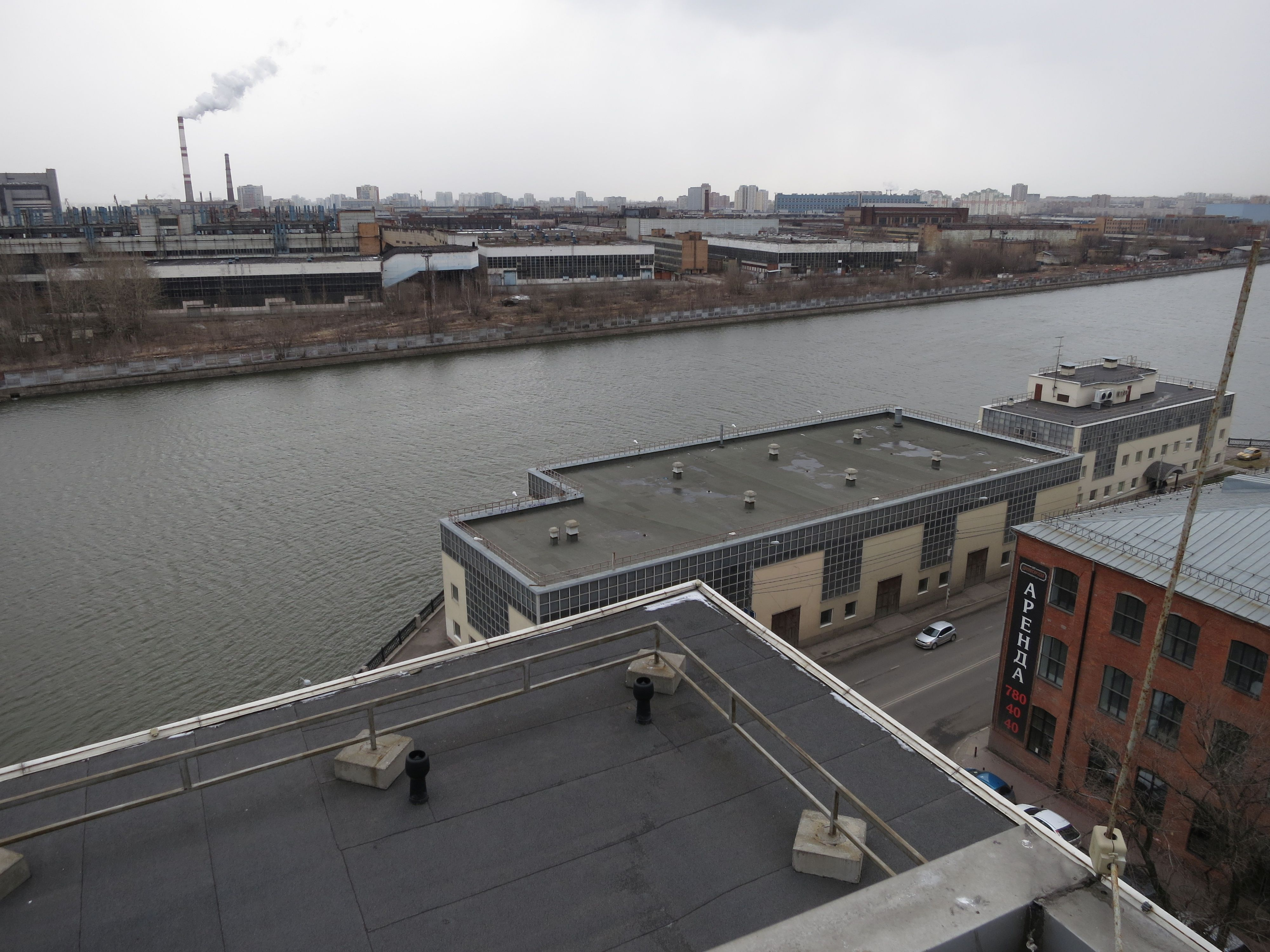
Вид на Московскую государственную академию водного транспорта

По нечётной стороне находится Москва-река. По чётной стороне:
- № 2 — одно из зданий Московской государственной академии водного транспорта (Московский государственный институт водного транспорта, МГАВТ).
- № 10 — бизнес-центр «Даниловский форт» (2008, архитекторы С. Скуратов, А. Романов, Е. Кузнецова)[2]

## Транспорт
По набережной проходят автобусы с910 (от Новоданиловского проезда до Даниловской набережной), с951 (от Новоданиловского проезда до Нагатинской набережной).